# RT-70
RT-70 oz. P-2500 (rusko Радиотелескоп П-2500 - РТ 70) je serija treh sovjetskih radijskih teleskopov s premerom antene 70 metrov (površina 2500 m2). Teleskopi delujejo v frekvenčnem območju 5–300 GHz.
So največji radijski teleskopi na svetu. 
Teleskopi se nahajajo v:
- Jevpatorija, Krim
- Galenki
- Suffa, Uzbekistan